# Церковь Святой Елены (Бишопсгейт)
Церковь Святой Елены (неофициально «Вестминстерское аббатство Сити»; англ. St. Helen's Church, Bishopsgate) — англиканская приходская церковь в районе Бишопсгейт (Сити) города Лондона (Великобритания); ранее также выполняла роль монастырской церкви; одна из немногих церквей в Лондонском Сити, не разрушенная ни в период Великого лондонского пожара 1666 года, ни в ходе бомбардировок Второй мировой войны.

## История и описание
Церковь Святой Елены у ворот Бишопсгейт впервые упоминается как приходской храм в документах, датированных серединой XII века. Есть основания полагать, что ранее на этом месте стояло древнеримское или саксонское здание. В 1210 году декан и капитул собора Святого Павла выдал Уильяму, сыну Уильяма Голдсмита, разрешение основать здесь монастырь для бенедиктинских монахинь. Женский монастырь был построен рядом с уже существовавшей церковью. Приходская церковь была удлинена, чтобы соответствовать потребностям монастырского храма — к 1300 году была завершена кладка её наружных стен. Обновлённая церковь была разделена на две части перегородкой, идущей с востока на запад: северная половина использовалась монахинями, а южная — прихожанами. В 1480 году между хором и нефом были установлены четыре массивные арки, а также — деревянная перегородка, разделявшая их.
Монастырь бенедиктинок был распущен в 1538 году; в тот период перегородка, разделявшая храм, была удалена. Это придало церкви необычную конструкцию, состоящую из двух нефов. В XVII веке был проведен капитальный ремонт здания; к концу века была возведена башня-колокольня. Церковь Святой Елены стала одной из немногих церквей лондонского Сити, переживших Великий лондонский пожар, начавшийся в 1666 году. Новый церковный орган, построенный по проекту по проекту Томаса Гриффина (Thomas Griffin), был установлен в 1742 году. Обширные монастырские постройки, окружавшие храм, были снесены к 1799 году.

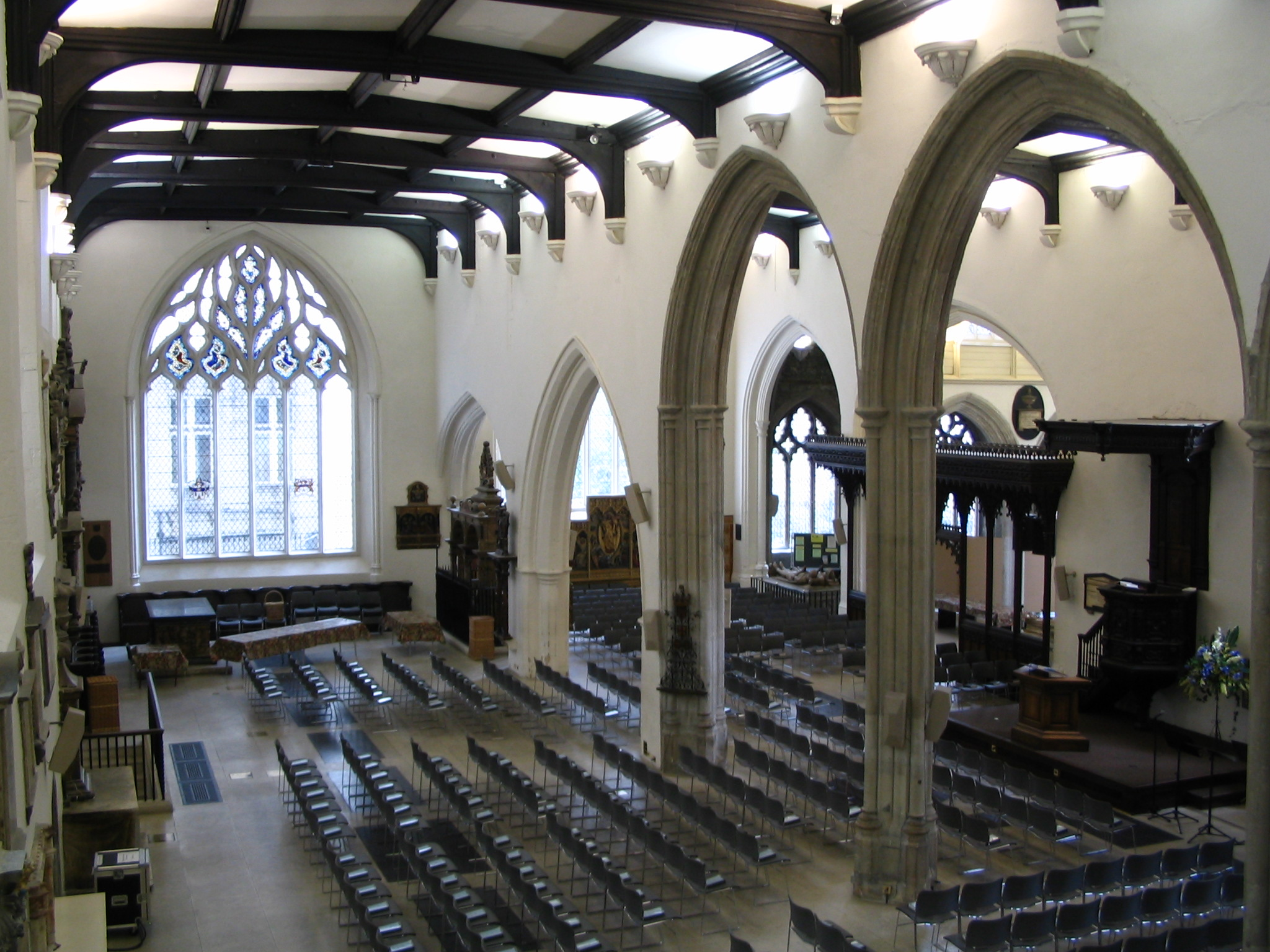
Интерьер храма Св. Елены (2005)

В 1874 году приход Святой Елены был объединен с соседним приходом Святого Мартина (St Martin Outwich). В викторианскую эпоху в церкви Святой Елены у ворот Бишопсгейт были проведены две значительные реставрации. Первая началась в 1865 году; вторая, более масштабная, проводилась с 1891 по 1893 год архитектором Джоном Лафборо Пирсоном (John Loughborough Pearson). В тот период орган был расширен и перенесен в южный трансепт. Поскольку церковь веками использовалась в качестве места захоронения, к XIX веку в склепах под полом было захоронено более тысячи человек. В начале реставрации 1891 года работы пришлось прервать на год, чтобы перезахоронить часть из них на кладбище Илфорд.
Церковь не пострадала во время Второй мировой войны. 4 января 1950 года церковное здание было внесено в список памятников архитектуры первой степени (Grade I). По состоянию на 2020 год, администрация прихода Святой Елены управляет также двумя другими церковными зданиями: церковью Святого Андрея в Олдгейте и церковью Святого Петра на холме Корнхилл.